# Jacopo Bassano

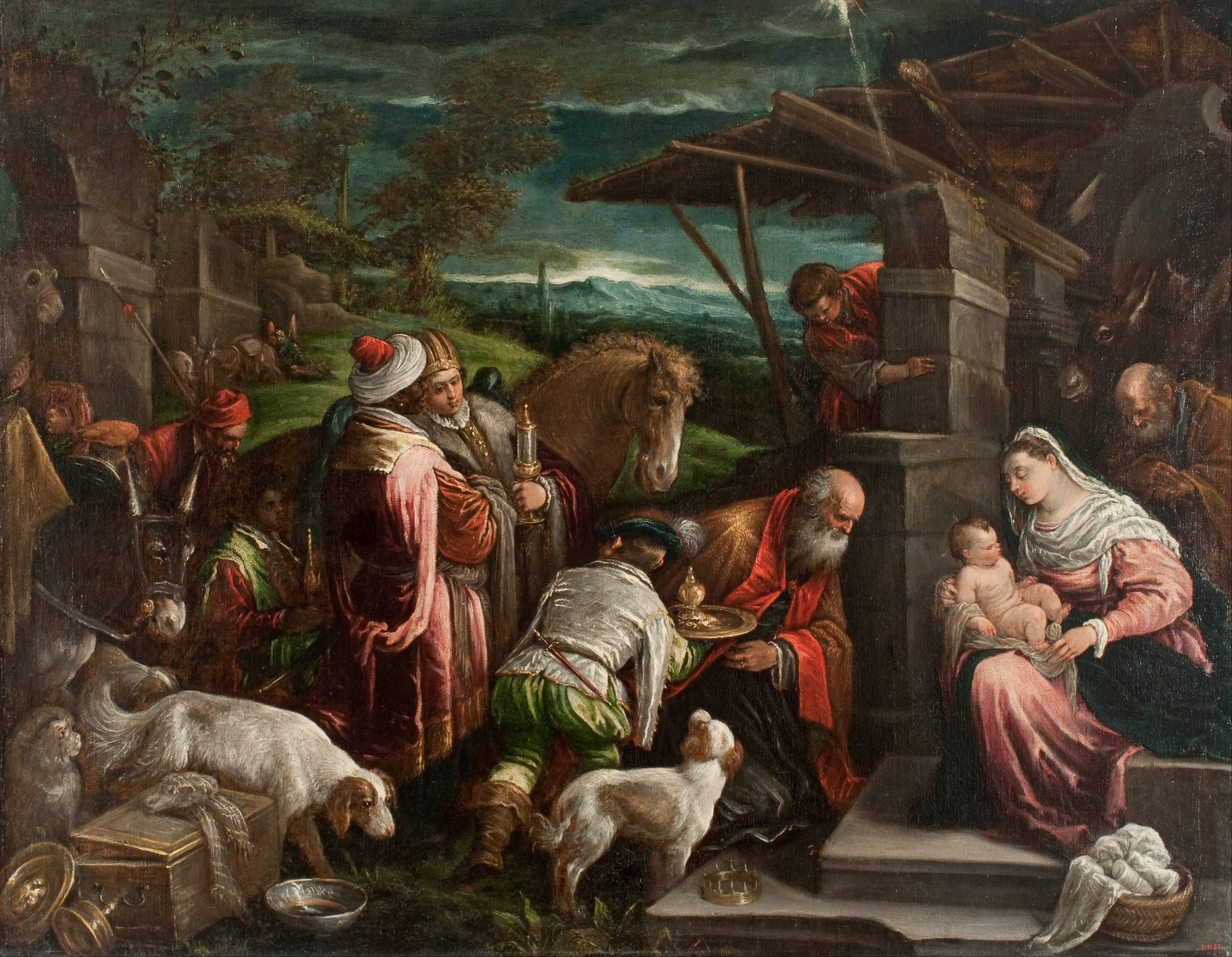
A napkeleti bölcsek imádása

Jacopo Bassano, más néven Jacopo da Ponte (Velencei Köztársaság, Bassano del Grappa, kb. 1517. – Bassano del Grappa, 1592. február 13.), a velencei iskolához tartozó késő reneszánsz festő, vallásos festményeiről ismert, munkáit a mindennapi élet, buja tájak és jelenetek jellemezték.

## Élete
Jacopo Bassano, más néven Jacopo da Ponte egy vidéki művészcsalád virágzó műhelyének tagjaként született az akkor a Velencei Köztársasághoz tartozó, Velence közeli (Velencétől mintegy 65 km-re fekvő) Bassano del Grappa településen, később szülőhelyéről (Bassano del Grappa) felvette a Bassano nevet. Apja, Francesco il Vecchio, egy helyileg sikeres festő volt, aki létrehozott egy családi műhelyt, amely elsősorban helyi stílusú vallásos alkotásokat készített.
Bassano kora ifjúságától kezdve apja műhelyében gyakornokként dolgozott. Korai művein, mint például a Zsuzsánna és a vének (1534–1536), valamint a Menekülés Egyiptomba (kb. 1536), egy kisebb velencei festő Bonifacio Veronese (Bonifacio de 'Pitati), valamint Lorenzo Lotto és Tiziano hatása érezhető. Ahogy Bassano művészete érettebb lett, az ecsetvonások lazábbak, a formák és tömegek kompozíciói nagyobbak és élénkebbek lettek a fejlődés eredményeként olyan freskó-szerű vásznakon, mint a Kálvária (kb. 1538–1540).
Az 1530-as években jutott el Velencébe, ahol Bonifazio de Pitati (más néven Bonifacio Veronese) műhelyében folytatta tanulmányait. Ez időben hatással volt művészetére több neves művész is mint Tiziano és Il Pordenone. 1539-ben, apja halála után tért vissza a Bassano del Grappába, ahol feleségül vette a helyi születésű Elisabetta Merzarit. 1546-ban aztán a felesége vette át az irányítást a családja műhelyben, amelyben végül négy fia, Leandro Bassano (1557–1622), Francesco Bassano az ifjabb (1549–1592), Giovanni Battista da Ponte, és Girolamo da Ponte (más néven: Gerolamo Bassano) is dolgozott. A családi műhelyben fontos volt a folyamatosság; sok Bassano festmény egy családi együttműködés része volt. Francesco a fiatalabb előszeretettel festette az apja által megkezdett vidéki jeleneteket.
1592-ben bekövetkezett halála után fiai továbbra is az ő stílusában dolgoztak, ami megnehezítette későbbi később a  művészettörténészek munkáját, hogy megállapíthassák, melyik darabot hozta létre Jacopo, és melyik mű jött létre az utódok keze által.
1560 után Jacopo nagyszámú művet festett (Szent Szűzanya, Szent Fábián, Szent Rókus és Szent Sebestyén és A napkeleti bölcsek imádása). Műveire ez időben jellemző a földöntúli halvány fény, a színek, a kifinomult jelenetek.
1565–1570 körül képei a vidéki életet ábrázolták, munkáiban ez idő tájt a tájkép és a zsáner témák váltak különösen fontossá.